# Џули Круз
Џули Круз (енгл. Julee Cruise; Крестон, 1. децембар 1956 — Питсфилд, 9. јун 2022) била је америчка певачица, глумица, тесктописац и музичар.
Најпознатија по сарадњи са композитором Анђелом Бадаламентијем и филмским редитељем Дејвидом Линчем крајем 1980-их и почетком 1990-их. Издала је четири албума и сарађивала са разним другим уметницима.
Крузова је била позната по својој песми „Falling”, тематској песми за телевизијску серију Твин Пикс. Такође је имала мање појављивање као певачица у овој серији, као и у филму из 1992. Твин Пикс: Ватро, ходај са мном. Касније се вратила у серију, Твин Пикс: Повратак (2017), 25 година касније, наступајући у завршним шпицама претпоследње епизоде. Такође је учествовала на Линчевом и Бадаламентијевом авангардном концерту, Индустријал Симфони број 1.
Други значајни синглови укључују „Rockin' Back Inside My Heart” (1990) и „If I Survive” са њеног албума Wide Angle из 1999. године. Њен последњи албум, My Secret Life, објављен је 2011.
Крузова је такође била сценска глумица и појавила се у бродвејском мјузиклу Повратак на забрањену планету и био-мјузиклу Радијант бејби 2004. године.
Представљала је синоним за амбијенталну музику и огроман успех је постигла сарађујући са енглеским електро-бендомом „The Orb” на њиховом албуму Back to mine који је остварио завидан тираж. Преминула је 9. јуна 2022. године.

## Албуми
- Floating into the Night (1989)[6]
- The Voice of Love (1993)[7]
- The Art of Being a Girl (2002)[8]
- My Secret Life (2011)